# Zandeweer
Zandeweer (dialekt groningski Zanneweer) – wieś w Holandii, w prowincji Groningen, w gminie Eemsmond. 